# 高IQ団体
高IQ団体（こうアイキューだんたい、英: high IQ society）とは、一定の知能指数（IQ）を持つ者のみが入会できる団体のことである。最古で有名な団体は1946年設立のMENSAがある。他にも1966年設立のIntertel (An international society for the intellectually gifted)、1974年設立のISPE(International Society for Philosophical Enquiry)、 1978年設立のTNS(Triple Nine Society)、1982年設立のPrometheus Societyがある。

## 概略
世界で最古の団体はランス・ウェアが1946年に設立したMENSAである。高い知能指数を持つことだけが入会条件となる、聡明な人々のための組織を作るのが動機である。政治的に中立で、人種や宗教の違いから完全に自由となることを目指していると団体は説明している。MENSAは標準偏差15でIQ131（人口上位2％）以上であることが入会条件となっている。
世界には幾つかの高IQ団体が存在する。内容として、会員同士の知的な交流、社会活動の促進などを目的に設立されており、会員専用のSNSなどで連絡を取り合っている。
現行の知能検査は、標準得点で表示されている。IQの値は標準偏差の扱いによって変わることに注意すべきである。例えば、MENSAは標準偏差24では148以上、標準偏差15ではIQ131以上が求められる（これはそれぞれ上位2％の知能指数に当たる）。
高IQ団体はしばしば短命な組織もあり、内部での意見の相違が、組織の分裂につながることが多い。

## 著名な団体
MENSA
会員は世界に11万人以上、IQ 131以上が条件（sd 15）。
Intertel (An international society for the intellectually gifted)
IQ135（sd 15）、IQ137（sd 16）以上が条件。上位1%の知能の者のみ入会が可能。日本人会員もしばしば見受けられる。1966年設立。
ISPE (International Society for Philosophical Enquiry)
IQ147（sd 15）、IQ150（sd 16）以上が条件。1000人に1人の知能を持つ者のみ入会が可能。それ故に会員達はThousanderと呼ばれる。1974年設立。
TNS (Triple Nine Society)
IQ147（sd 15）、IQ150（sd 16）以上が条件。2015年8月現在1600名が会員。1978年設立。
Prometheus Society
IQ 160 (sd 15),IQ 164 (sd 16)以上が条件。3万人に1人以上のIQスコアが求められる。

## 日本の団体
JAPAN MENSA(ジャパンメンサ)
上位1/50となる事が入会条件。SD15でIQ131以上、SD24で148以上が該当する。
日本ギフテッド協会
ギフテッド当事者だけでなく、家族に対するサポートが主の団体。
ROCKET
天才ではなく、「異才発掘プロジェクト」としている。日本財団と東京大学先端科学技術研究センターとの共同プロジェクト。毎年50名前後を選抜する。
RISUジャパン
小学生の算数を主体に、数学の天才を育てるための組織。民間企業。
GIFTED EYES
高IQ者認定支援機構(HIQA)が実施する知能検査CAMSでIQ146.4(sd15)以上となることが入会条件。入会条件が単一のテストであるためより公平であることが特徴だとしている。

## 著名人
- 宇治原史規 - MENSA会員、お笑い芸人
- 茂木健一郎 - MENSA会員、脳科学者
- 中野信子 - MENSA会員、脳科学者
- MiO - MENSA会員、モデル、ラジオパーソナリティー
- 影山優佳 - MENSA会員、アイドル（元日向坂46のメンバー）
- 藤本淳史 - MENSA会員、お笑い芸人
- 窪真理チャカローズ - MENSA会員、女優、タレント
- キャロル・ボーダマン - MENSA会員、イギリスのタレント
- アラン・レイキンズ - MENSA会員、アメリカの俳優
- マリリン・ボス・サバント - MENSA会員、プロメテウス・ソサエティ会員、世界最高のIQ 228を持つ（ギネスブックによる）、作家

## 文献
- 「IQってホントは何なんだ?」（村上宣寛、日経BP社、2007年）